# Д'Анибале (Фрозиноне)
Д'Анибале је насеље у Италији у округу Фрозиноне, региону Лацио.
Према процени из 2011. у насељу је живело 41 становника. Насеље се налази на надморској висини од 149 м.